# Municipio de Washington (condado de Knox, Indiana)
El municipio de Washington (en inglés: Washington Township) es un municipio ubicado en el condado de Knox en el estado estadounidense de Indiana. En el año 2010 tenía una población de 2286 habitantes y una densidad poblacional de 17,98 personas por km².

## Geografía
El municipio de Washington se encuentra ubicado en las coordenadas 38°46′35″N 87°23′47″O / 38.77639, -87.39639. Según la Oficina del Censo de los Estados Unidos, el municipio tiene una superficie total de 127.13 km², de la cual 126,51 km² corresponden a tierra firme y (0,49 %) 0,63 km² es agua.

## Demografía
Según el censo de 2010, había 2286 personas residiendo en el municipio de Washington. La densidad de población era de 17,98 hab./km². De los 2286 habitantes, el municipio de Washington estaba compuesto por el 97,86 % blancos, el 0,44 % eran afroamericanos, el 0,17 % eran amerindios, el 0,44 % eran asiáticos, el 0,57 % eran de otras razas y el 0,52 % eran de una mezcla de razas. Del total de la población el 1,05 % eran hispanos o latinos de cualquier raza.